# Euronext Amesterdão

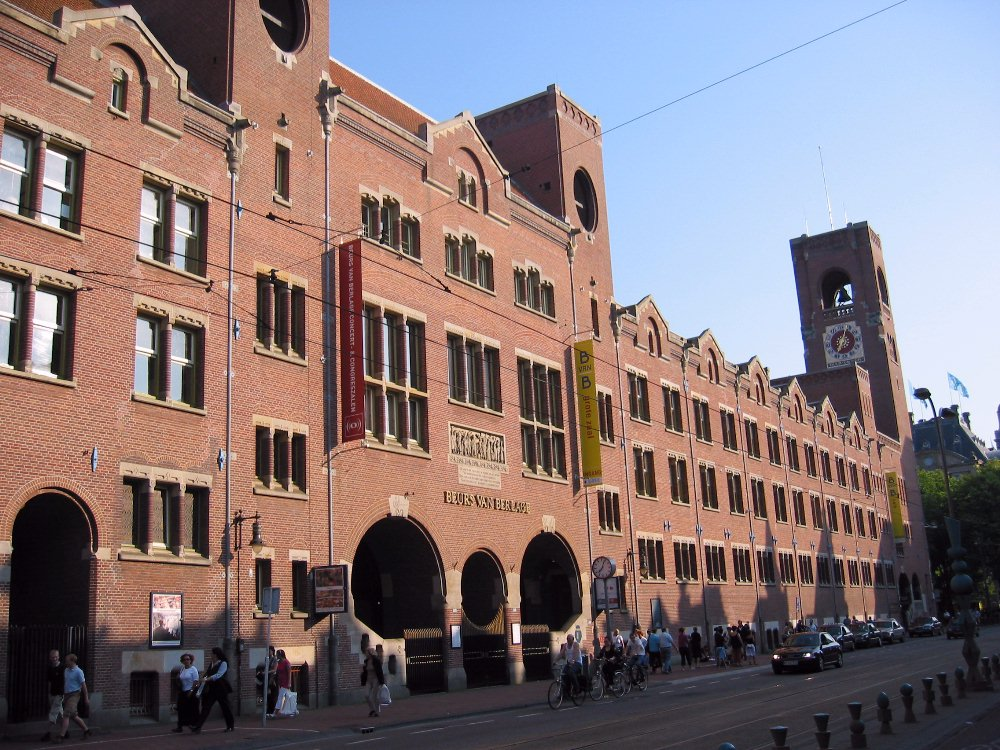
Edifício da Euronext Amesterdão

Euronext Amesterdão, anteriormente conhecida como a  Bolsa de Valores de Amsterdão (em neerlandês: Amsterdamse Effectenbeurs, em inglês: Amsterdam Stock Exchange), é a principal bolsa de valores dos Países Baixos, situada em Amesterdão. Em 22 de Setembro de 2000, a Bolsa de Valores de Amesterdão fundiu-se com a Bolsa de Valores de Bruxelas e a Bolsa de Valores de Paris formando a Euronext. Seu índice principal é o AEX.

## História
A Bolsa de Valores de Amsterdão é considerada como a mais antiga do mundo.[carece de fontes?] Foi fundada em 1602 pela Companhia Neerlandesa das Índias Orientais (Verenigde Oostindische Compagnie, ou  "VOC") para emitir suas ações e obrigações . Posteriormente foi 
renomeada como Amsterdam Bourse e foi a primeira a negociar formalmente com títulos de valor.